# Фунтовий Іван Іванович
Іва́н Іва́нович Фунтовий (2 вересня 1978, Трудове, Одеська область — 19 серпня 2022, Лозове, Херсонська область) — український громадський діяч, волонтер; з 2022 року — військовослужбовець, морський піхотинець, учасник російсько-української війни.

## Життєпис
Народився 2 вересня 1978 року в селі Трудове Одеської області. Вищу освіту здобув у Національній академії внутрішніх справ, де навчався за спеціальністю право..
У мирному житті був підприємцем на Старокінному ринку в Одесі. Займав активну громадянську позицію, відстоював права представників малого та середнього бізнесу, був головою громадської організації «Пріоритетні Українські Міжрегіональні Асоціації».
2020 року балотувався в депутати Одеської міської ради 8-го скликання від політичної партії «Сила і честь».
2022 року, з початком повномасштабного російського вторгнення в Україну, надавав волонтерську допомогу Збройним Силам України. Разом з іншими підприємцями організували волонтерський штаб Старокінного ринку. Допомагали військовим і переселенцям.
Влітку 2022 року пішов добровольцем на фронт. Командував взводом протитанкових керованих ракет 35-ї окремої бригади морської піхоти. Загинув 19 серпня 2022 року під час виконання бойового завдання біля села Лозове Херсонської області. Захисник зазнав смертельного осколкового поранення в голову.

## Вшанування
- 2 лютого 2023 року встановлено меморіальну дошку в пам'ять про Івана Фунтового на території Старокінного ринку в Одесі.[6][7]
- 12 травня 2023 року в селі Трудове Кілійської громади Одещини відкрили меморіальну дошку Іванові Фунтовому.[8]
- 26 липня 2024 року в Одесі перейменували вулицю на честь Івана Фунтового.[5]